# Efecto de anclaje
El efecto de anclaje o efecto de focalismo es un sesgo cognitivo que describe la tendencia humana común a confiar demasiado en la primera información ofrecida (el ancla) al tomar decisiones. Durante la toma de decisiones, el anclaje ocurre cuando las personas usan una información inicial para emitir juicios posteriores. 

### El origen del efecto de anclaje
El origen del efecto de anclaje se remonta a un estudio de 1974, de Amos Tversky y Daniel Kahneman, en el que analizaron los principales heurísticos y sesgos que influyen en la toma de decisiones. Concluyeron que solemos ajustarnos al primer estímulo al que nos exponemos y que, "aunque estas heurísticas son muy económicas y suelen ser eficaces, conducen a errores sistemáticos y predecibles". 

### Las consecuencias del anclaje
Una vez que se establece un anclaje, se realizan otros juicios ajustándolos desde ese anclaje, y existe una parcialidad hacia la interpretación de otra información alrededor del anclaje. Por ejemplo, el precio inicial ofrecido por un automóvil usado establece el estándar para el resto de las negociaciones, por lo que los precios más bajos que el precio inicial parecen más razonables, incluso si son aún más altos de lo que realmente vale el automóvil. Otro ejemplo podría ser la incorporación de un comportamiento de manera intencionada con tal de distorsionar la opinión inicial de un tercero. Un ejemplo sería saludar siempre en el mismo tiempo y forma.
De hecho, este efecto no se limita únicamente a las decisiones económicas. Un estudio realizado en la Universidad de Cornell reveló que su influencia se extiende a diferentes ámbitos de la vida. Constataron, por ejemplo, que la propensión a gastar varía según el nombre del restaurante ("Studio 17" o "Studio 97") y que las estimaciones del rendimiento de un atleta dependen del número que lleva en su camiseta. 
Esto demuestra que las personas son sumamente susceptibles a la primera impresión que causan los estímulos, la cual mediatizará la percepción, toma de decisión y posterior comportamiento, un mecanismo que normalmente ocurre sin ser plenamente conscientes de ello.